# 江东平
江东平（1913年12月—1986年7月20日），别名祝天祐，祝苦农，男，江苏无锡人，中华人民共和国政治人物，曾任中华人民共和国财政部副部长，中国人民银行副行长。